# 282 г. пр.н.е.
282 (двеста осемдесет и втора) година преди новата ера (пр.н.е.) е година от доюлианския (Помпилийски) римски календар.

## Събития

### В Римската република
- Консули са Гай Фабриций Лусцин и Квинт Емилий Пап.
- Подновен е конфликта с боиите.[1]
- Етруските са победени от римляните в битката при Популония.
- Римляните поставят гарнизон в Региум на протока между Италия и Сицилия.[2]
- Рим помага на гръцката колония Турии да се справи с натиска на луканите и поставя гарнизон в града, което притеснява съседния град Тарент.[1][2]
- Подстрекавани от демагога Филохар жители на Тарент нападат римска ескадра от 10 кораби в пристанището на града като потапят пет и пленяват един, а тарентската армия принуждава римляните да се оттеглят от Турии.[3] Рим започва приготовления за война.[2]

### В Йонийско море
- Тарент предоставя военноморска помощ на епирския цар Пир, за да може той да си възвърне контрола над Коркира.[1]

### В Мала Азия
- Селевк I Никатор напада владенията на Лизимах в Мала Азия.[4]
- Убийството на сина на Лизимах Агатокъл (283/2 пр.н.е.) дава сигнал на влиятелни личности в царството да търсят начини да прехвърлят лоялността си към Селевк като сред тях е управителят на Пергам Филитер.[5][notes 1]

## Починали
- Агатокъл, син на Лизимах

Бележки:
1. ↑  Годината на убийството е приблизителна. В различните източници се споменават годините от 284 до 282 пр.н.е.